# Liste der Kardinalpriester von Santa Maria sopra Minerva
Folgende Kardinäle waren Kardinalpriester von Santa Maria sopra Minerva (lat. Titulus Sanctae Mariae supra Minervam):
- 1770–1782 Scipione Kardinal Borghese
- 1783–1787 Tommaso Maria Ghilini
- 1787–1800 Vincenzo Ranuzzi
- 1801–1814 Giulio Maria della Somaglia
- 1816–1822 Francesco Fontana, B.
- 1823–1828 Francesco Bertazzoli
- 1829–1832 Benedetto Barberini
- 1832–1836 Giuseppe Maria Velzi, O.P.
- 1838–1850 Antonio Francesco Orioli, O.F.M.Conv.
- 1851–1854 Raffaele Fornari
- 1854–1857 Guilherme Henriques de Carvalho
- 1857–1860 Francesco Gaude
- 1861–1864 Gaetano Kardinal Bedini
- 1868–1870 Metteo Eustachio Kardinal Gonella
- 1875–1885 John Kardinal McCloskey
- 1887–1894 Zeferino Kardinal González y Díaz Tuñón OP
- 1895–1896 Egidio Kardinal Mauri OP
- 1896–1909 Serafino Kardinal Cretoni
- 1911–1918 John Murphy Kardinal Farley
- 1919–1922 Teodoro Valfré Kardinal di Bonzo
- 1922–1926 Stanislas-Arthur-Xavier Kardinal Touchet
- 1926–1929 Giuseppe Kardinal Gamba
- 1930–1938 Giulio Kardinal Serafini
- 1939–1946 Eugène Kardinal Tisserant
- 1946–1965 Clemente Kardinal Micara
- 1967–1974 Antonio Kardinal Samoré
- 1976–1977 Dino Kardinal Staffa
- 1979–1998 Anastasio Alberto Kardinal Ballestrero
- 2001–2017 Cormac Kardinal Murphy-O’Connor
- seit 2018 António Kardinal Marto